# Moraleja de Matacabras
Moraleja de Matacabras è un comune spagnolo di 66 abitanti situato nella comunità autonoma di Castiglia e León.